# Juuls Gård
Juuls Gård er et hus og en fredet bygning i Aarhus. Bygningen er opført i 1629 og blev opført på den danske liste over fredede bygninger og steder af Kulturarvsstyrelsen den 1. april 1984. Bygningen er en af byens ældste og ligger i det historiske latinerkvarter på Mejlgade. Der har været malerforretning fra 1842 til 2010, og det var da landets ældste malerforretning. 

## Historie
Bygningen var tidligere to huse fra årene omkring 1600, der blev slået sammen omkring 1629. Det ligger på Mejlgade, en gade tæt på havnen og dengang hjemsted for byens rigeste købmænd. Det fungerede som butik og hjem i de første 200 år af dets eksistens, men der kendes ikke mange detaljer.
I 1830 købte den jødiske købmand Abraham Lewis huset og åbnede en butik, men i 1837 gik han konkurs. Lewis kunne ikke betale sin gæld og endte i gældsfængsel og forsvandt fra offentlige registre. I 1842 købte IC Juul huset og åbnede en ny butik med blandt andet maling. De første år solgte Juul en række varer: sild fra Trondheim, cigarer, citroner, læder og lagret cognac. Til sidst flyttede fokus til maling, som blev importeret og derefter blandet i butikken. I 1892 havde Juul 50 års jubilæum som blev fejret i Mejlgade og tilstødende gader.
Huset har fungeret som malerforretning under Juul-navnet frem til 2010. I dag er der genbrugsbutik i bygningen. Husets lange historie kan ses ved at gå ind i butikken. Der er en malerspand signeret af de fleste ansatte siden 1880 og malingprøver fra et århundrede.

## Arkitektur
Juuls Gård i Mejlgade Nr. 19 er et velbevaret eksempel på et gammelt bindingsværkshus fra renæssancen . Huset har fire fløje i et torv med en indre gårdhave, opført i forskellige perioder. Butiksfacaden ud mod Mejlgade er to tidligere huse samlet til ét omkring 1629. Fløjen langs nabohuset i Nr. 23 blev opført nogen tid omkring 1600, men hovedbygningen er et par årtier yngre. I slutningen af 1700-tallet kom bagbygningen til, og i 1851 kom den lave, smalle fløj langs Graven til, hvilket skabte en firefløjet ejendom med en indre gårdhave.
Forbygningen er opført over et fundament af tjærede kampesten og granit. Mellem etagerne er der etagefremspring med udskårne bjælker. Den lidt skæve gade har givet plads til en kort trappe af granitkvader ved forindgangen. Facaden ud mod gaden Graven blev ombygget i mursten i 1864 og indeholder to porte. Baghuset mod vest er bindingsværk, og den lange sidefløj er også bindingsværk.